# Northgard
Northgard est un jeu vidéo de stratégie en temps réel développé et édité par Shiro Games, sorti en 2017 sur Windows, Mac et Linux. Il reprend les mythes et légendes nordiques,,.

## Système de jeu
Northgard est un jeu de stratégie en temps réel (le temps ne peut ni être accéléré ni être ralenti). Dans ce jeu, le joueur a le choix entre 13 factions avec des caractéristiques très différentes les unes des autres. Une fois son choix effectué, le joueur débute sur une case de terrain avec quelques villageois, du bois, de la nourriture et des kröwns (l'argent que les factions utilisent dans le jeu). À la suite de cela, le joueur va créer des bâtiments (cabanes de bûcheron, maisons, camps d'entrainement, etc.), conquérir des cases de terrain supplémentaires, et interagir avec des ennemis neutres pour atteindre l'une des 5 conditions de victoire proposées par le jeu,.

## Critiques
Northgard a globalement une note positive : 81 % sur GameRankings (basé sur 4 reviews) et 80 % sur Metacritic (basé sur 14 reviews).
En septembre 2020, la société annonce que 2 millions d'exemplaires ont été vendus.